# Ассоциация российских географов-обществоведов
Ассоциация российских географов-обществоведов (АРГО) — профессиональная ассоциация, объединяющая географов-обществоведов из России. Как и аналогичные ассоциации в других странах (например, Американская ассоциация географов), выполняет функции консолидации профессионального общественно-географического сообщества и содействия развитию социально-экономической географии, в отличие от национальных географических обществ (таких как РГО или NGS), занимающихся, в первую очередь, популяризацией науки.

## История
Летом 2009 года на Совещании по актуальным проблемам развития социально-экономической географии в Санкт-Петербурге была озвучена идея создания Ассоциации российских географов-обществоведов.
В мае 2010 года в Ростове-на-Дону состоялось Учредительное собрание Ассоциации российских географов-обществоведов, на которой принят устав и руководящие органы. Ассоциация создана как добровольное, самоуправляемое, некоммерческое общественное объединение, нацеленное на активное позиционирование российской экономико-географической науки, развитие и популяризацию её идей и подходов, повышение уровня информированности и интеграции профессионального экономико-географического сообщества, расширение его участия в решении актуальных практических задач социально-экономического развития территорий. По организационно-правовой форме Ассоциация является межрегиональным общественным объединением.
С 2010 года стали создаваться региональные отделения Ассоциации, число которых к 2019 году достигло 36.
В 2010 году под эгидой и руководством Ассоциации издана книга «Теория социально-экономической географии: спектр взглядов российских учёных», в 2012 году — «Пространство современной России: возможности и барьеры развития (размышления географов-обществоведов)». В подготовленных членами Ассоциации книгах опубликованы экспертные мнения по важнейшим проблемам развития теории и методологии социально-экономической (общественной) географии, охарактеризованы важнейшие проблемные ситуации и тренды территориальной организации общества в постсоветской России, предложена общественно-географическая интерпретация детерминант, сценариев и стратегий развития страны.
На 2019 год членами Ассоциации являются более 550 географов, экономико-географов, регионалистов, специалистов по различным направлениям общественной географии и пространственной экономики.

## Руководство

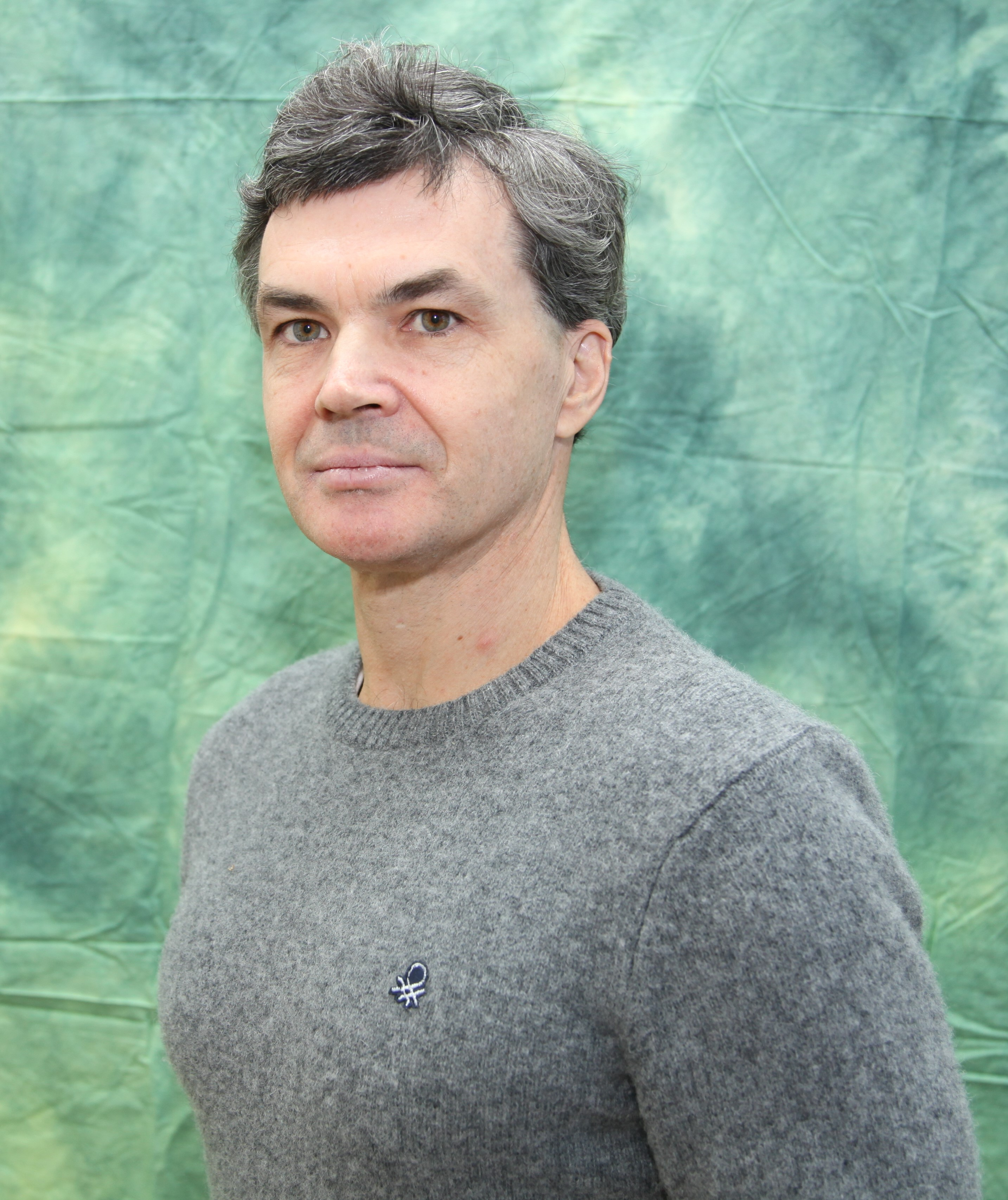
Президент АРГО Александр Георгиевич Дружинин

Координационный совет (Президиум) является основным руководящим органом Ассоциации, возглавляемый президентом (председателем Совета).
Президент — Дружинин Александр Георгиевич
Вице-президенты:
- Колосов Владимир Александрович
- Потоцкая Татьяна Ивановна
- Окунев Игорь Юрьевич
- Трейвиш Андрей Ильич
- Лачининский Станислав Сергеевич

Координационный совет координирует деятельность всей Ассоциации, включая входящих в её состав Экспертный совет, Исполнительный секретариат и Региональные отделения.

## Комиссии Ассоциации
- Комиссия по научно-исследовательской деятельности
- Комиссия по общественно-географическому образованию
- Комиссия по международной деятельности
- Комиссия по информационной деятельности
- Комиссия по работе с молодыми учеными
- Комиссия по взаимодействию с Русским географическим обществом

## Региональные отделения
На 2019 год Ассоциация включает 36 региональных отделений, крупнейшими из которых являются Московское, Санкт-Петербургское, Ростовское региональные отделения.

## Съезды
С 2010 года Ассоциацией ежегодно проводятся Ассамблеи, в рамках который проводятся съезд общественно-географического сообщества, международные научные конференции, заседания координационного совета и комиссий Ассоциации.
Список Ассамблей:

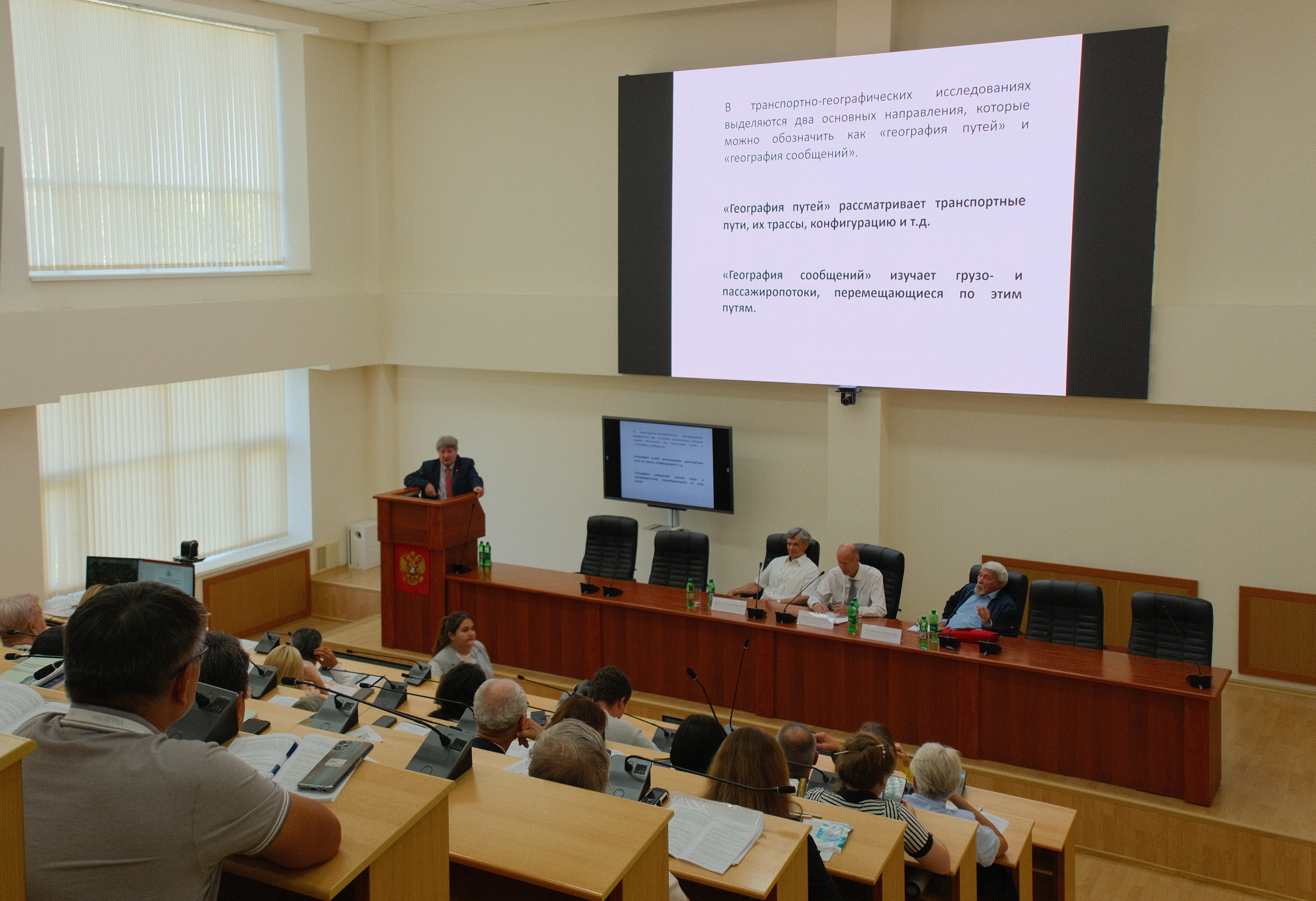
Пленарное заседание XV ассамблеи, Краснодар, 30 сентября 2024 года

- I Ассамблея (4—8 мая 2010) — Ростов-на-Дону
- II Ассамблея (14—18 сентября 2011) — Калининград
- III Ассамблея (29—30 сентября 2012) — Санкт-Петербург
- IV Ассамблея (14 сентября 2013) — Москва
- V Ассамблея (29—30 августа 2014) — Санкт-Петербург
- VI Ассамблея (16—20 сентября 2015) — Симферополь
- VII Ассамблея (20—25 сентября 2016) — Грозный
- VIII Ассамблея (26 сентября — 1 октября 2017) — Пермь
- IX Ассамблея (12—19 сентября 2018) — Барнаул
- X Ассамблея (17—22 сентября 2019) — Казань
- XI Ассамблея (заочно) — Владивосток
- XII Ассамблея (12—19 сентября 2021) — Ижевск
- XIII Ассамблея (11—18 сентября 2022) — Тюмень
- XIV Ассамблея (10—19 сентября 2023) — Улан-Удэ
- XV Ассамблея (29 сентября - 8 октября 2024) - Краснодар

## Издания Ассоциации
С 2012 года издается научный журнал «Социально-экономическая география. Вестник Ассоциации российских географов-обществоведов». Издание ежегодное и выпускается один раз в год. Журнал является первым российским специализированным научным журналом, полностью посвященным вопросам социально-экономической (общественной) географии.

## Зарубежные партнеры Ассоциации
- Аргентинское общество географических исследований
- Ассоциация турецких географов
- Географическое общество Кубы
- Географическое общество Республики Сербской
- Географическое общество Узбекистана

## Награды Ассоциации

### Медаль АРГО «За фундаментальный вклад в развитие общественной географии»
- 2014 — Шарыгин Михаил Дмитриевич
- 2015 — Чистобаев Анатолий Иванович
- 2017 — Бакланов Пётр Яковлевич

### Премия имениН. Н. Баранского
Присуждается за создание новационных учебников и учебно-методических разработок в области социально-экономической географии
- 2015 — Коллектив авторов учебника Колосов В. А., Трейвиш А.И., Гладкевич Г.И., Битюкова В.Р., Алексеев А.И., Савоскул М.С., Сафронов С.С., Зубаревич Н.В., Вендина О.И., Горлов В.Н., Нефёдова Т.Г., Даньшин А.И., Шувалов В.Е., Зотова М.В., Нагирная А.В., Махрова А.Г., Кузнецова О.В., Артоболевский С.С. Россия: социально-экономическая география / Под ред.  А. И. Алексеева и В. А Колосова. — М.: Новый хронограф, 2013. — 712 с. — (Социальное пространство). — 3000 экз. — ISBN 978-5-94881-226-7.
- 2016 — Коллектив авторов учебника Анимица Е.Г., Власова Н.Ю. Градоведение. — 4-е изд. — Екатеринбург: УрГЭУ, 2010. — 433 с. — ISBN 978-59656-0138-7.

### Премия имениИ. А. Витвера
Присуждается за высокопрофессионально выполненное новационное региональное (страноведческое) общественногеографическое исследование.

### Премия имениН. Н. Колосовского
Присуждается за решение актуальных практических задач социально-экономического развития территорий, существенный вклад в формирование механизма и повышение качества территориального управления.

### Премия имениС. Б. Лаврова
Присуждается за развитие новых научных направлений в общественной географии.
- 2017 — Дружинин Александр Георгиевич
- 2021 — Блануца Виктор Иванович

### Премия имениЮ. Г. Саушкина
Присуждается за фундаментальные достижения в области теории и методологии социально-экономической географии.
- 2016 — Родоман Борис Борисович

### Премия имениВ. П. Семенова-Тян-Шанского
Присуждается за комплексные общественно-географические исследования российского пространства.
- 2016 — Белозёров Виталий Семёнович, Щитова Наталия Александровна, Чихичин Василий Васильевич
- 2017 — Гладкий Юрий Никифорович